# Posada (województwo dolnośląskie)
Posada (niem. Rusdorf, Russdorf in der O.) – wieś w Polsce położona w województwie dolnośląskim, w powiecie zgorzeleckim, w gminie Bogatynia.
Na terenie wsi znajduje się przystanek kolejowy Bratków Zgorzelecki.
Posada to wieś leżąca na Pogórzu Izerskim, na Wyniosłości Działoszyńskiej, na wysokości około 245–280 m n.p.m.
W latach 1975–1998 miejscowość położona była w województwie jeleniogórskim.

## Szkoła ewangelicka
W Posadzie istniała szkoła ewangelicka z kaplicą, powstała pod koniec XIX wieku jej otwarcie nastąpiło 1896 roku. Budynek szkoły został zbudowany w stylu neogotyckim z charakterystycznymi dla tegoż stylu maswerkowymi oknami w części zasadniczej budynku, która się zachowała. Pierwotnie w oknach znajdowały się witraże. Budynek zasadniczy ma takie okna po dwa od strony wschodniej i zachodniej. Zachodnie okno jest zwrócone w kierunku klasztoru St. Marienthal.